# Henry Morgenthau (politikus, 1856–1946)
id. Henry Morgenthau (Német Birodalom, Mannheim, 1856. április 26. – New York, 1946. november 25.) német zsidó származású amerikai politikus, üzletember.

## Élete

### Ifjúkora
Morgenthau 1856-ban született Mannheimben, tizenkét gyermekes módos zsidó család gyermekeként. Édesapja Lazarus Morgenthau, édesanyja Babette Morgenthau. A család vagyoni helyzetét az édesapa és vállalata határozta meg. Lazarus Morgenthau ugyanis szivargyárat alapított, ennek köszönhetően meglehetősen nagy vagyonra tett szert. A vagyoni helyzetükhöz hozzájárult, hogy ekkoriban zajlott az amerikai polgárháború amelynek köszönhetően az Államok is igen jelentős mennyiségű szivart importált Európából. 1866-ban a család az Egyesült Államokba költözött, bár a kezdetekben igen nehéz anyagi helyzetbe kerültek, végül minden rendeződött.
Henry Morgenthau a Columbiai Jogi Egyetemen diplomázott, majd ügyvédként kezdte meg pályafutását.

### Politikai pályafutása
Pontos időpont nincs arról, hogy Morgenthau mikor kezdett érdeklődni a politikai iránt, illetve mikor csatlakozott a párthoz. Ez az időszak megközelítőleg az 1900-as évek elejére tehető. 1911-ben találkozott először Woodrow Wilsonnal, aki később az Egyesült Államok elnöke lett. Részt vett a Demokrata Párt gyűlésein, majd az 1913-as választások befejeztével Wilson elnök megbízásából az Államok törökországi nagykövete lett.
Szolgálata alatt kezdődött meg 1915-ben az örmény népirtás, melynek következtében több mint félmillió örményt gyilkoltak meg a török fegyveresek. Az Amerikai Bizottság a Közel-Kelet Megsegítésére (American Committee for Relief in the Near East, ACRNE) egy jótékonysági szervezet volt, amit a Közel-Kelet népeinek megsegítésére hoztak létre. A szervezetet idősebb Henry Morgenthau, az Egyesült Államok törökországi nagykövete is támogatta. Morgenthau maga is szemtanúja volt az örmények ellen elkövetett gyilkosságoknak, jelentései nagy támogatást hoztak az ACRNE-nek.
Egyesült Államok hivatalosan semleges állam volt 1917-ig, amikor belépett a háborúba az Antant oldalán. Amikor a deportálásokra és mészárlásokra vonatkozó parancsokat kiadták, a konzulátusi tisztviselők jelentették a nagykövetnek, minek voltak tanúi. Az egyik jelentés 1915 szeptemberében érkezett Leslie A. Davis elazıği konzultól, aki leírta, hogy csaknem tízezer örmény holttestet fedezett fel a Göeljuk-tó közelében levő szakadékokban felhalmozva; ezt a környéket később mészárszéktartomány néven emlegették.
Morgenthau hasonló jelentéseket kapott Aleppóból és Vanból is, ezek hatására pedig kérdőre vonta személyesen Talatot és Envert (török pasák). Amikor felolvasta nekik a konzulok jelentéseit, mindketten úgy ítélték meg, hogy a deportálások a hadvezetés számára szükségesek, azzal támasztva ezt alá, hogy a vani örmények összejátszása a várost elfoglaló orosz haderővel igazolja minden örmény nemzetiségű ember kiirtásának jogosságát. Morgenthau az emlékirataiban később felidézte, hogy: „Amikor a török hatóságok kiadták a parancsot a deportálásokra, valójában egy teljes faj halálos ítéletét írták alá; ennek teljességgel a tudatában voltak és a velem folytatott beszélgetéseik során nem is tettek különösebb erőfeszítéseket, hogy leplezzék a tényeket...”
1917-ben leváltották posztjáról, azonban még sokáig ismert politikai, közéleti személyiség maradt. Részt vett a párizsi békekonferencián.
Morgenthau több publikációt is írt, amelyben felidézte a népirtás borzalmait. Ezen munkáival is kis mértékben hozzájárult a népirtás befejezéséhez és a tények feltáráshoz.
1946-ban hunyt el New Yorkban.
Fia, Henry Morgenthau (1891–1967) szintén politikusi pályát futott be. 1934–1945 között ő volt a Egyesült Államok pénzügyminisztere, nevéhez fűződik az 1944-es Morgenthau-terv.

### Publikációk
- Ambassador Morgenthau's Story (1918)
- Secrets of the Bosphorus (1918)
- Morgenthau Report (1919)
- I was sent to Athens (1929)
- The Murder of a Nation (1974)

## Fordítás
- Ez a szócikk részben vagy egészben  a   Henry Morgenthau, Sr. című angol Wikipédia-szócikk fordításán alapul.  Az eredeti cikk szerkesztőit annak laptörténete sorolja fel. Ez a jelzés csupán a megfogalmazás eredetét és a szerzői jogokat jelzi, nem szolgál a cikkben szereplő információk forrásmegjelöléseként.